# 光学迷彩

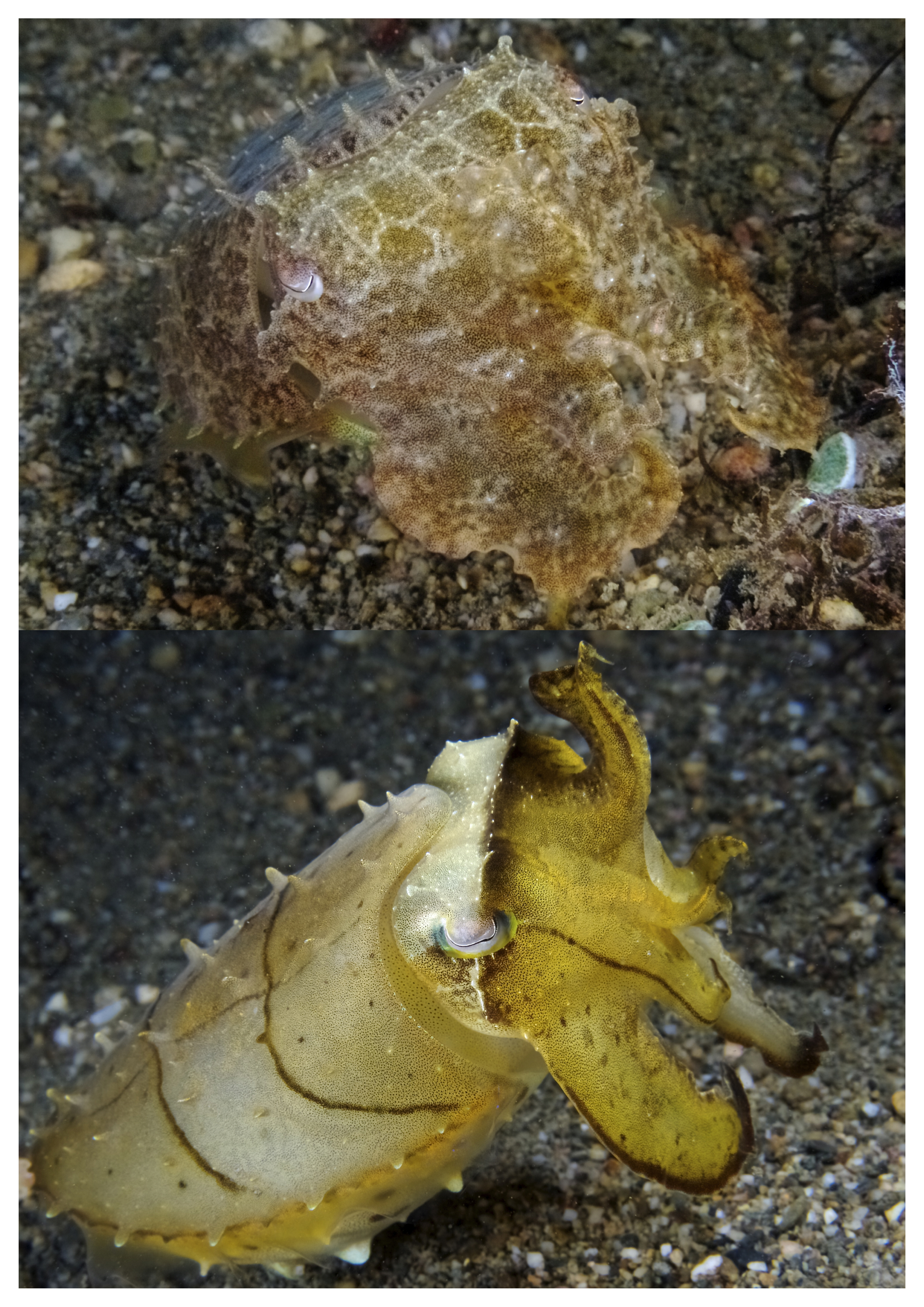
このコウイカのように多くの頭足類は信号を送る、あるいは背景に擬態するために素早く色を変化させることができる。

光学迷彩（こうがくめいさい、英語: optical camouflage、active camouflage）は、視覚的（光学的）に対象を透明化する技術の事である。自然界ではカメレオンやイカ、タコ等の保護色を変える擬態などがみられるが、人間の手による光学迷彩はSF作品等に登場する未来の科学技術であった。
2000年代に入り、メタマテリアルなどの新素材を用いることによって、一定の迷彩が実現されている。軍事利用だけでなく、コンピュータ支援外科やメタバースやユビキタスコンピューティングの分野でも研究が進められている。

## 光学迷彩のアイデア
映像投影型（カメレオン型）
カメラで撮影した映像を、プロジェクタやLEDディスプレイなどを用いて周囲に溶け込ませるというアイデアで、第二次世界大戦で飛行機を空に溶け込ませたユーディの光などの実用例がある。視覚上、撮像の歪みや輝度の補正が難しく、サーチライトなどの強い光などには対処できない。
2011年の時点では、ペルティエ素子などを利用して赤外線領域(熱紋)で戦車を車や岩に欺瞞する装置が、BAEシステムズで開発されている。
光の透過・回折型（迂回型）
光を完全に透過・回折させる。しかし、この方法の場合、相手から見えないだけでなく、こちらから相手を見ることもできない。
電磁メタマテリアルと呼ばれる、光に対して負の屈折率を持つ新素材を用いることで物体の表面で光を迂回させ、反対側に突き抜けさせることで光が透過するかのような状態を実現できる可能性が示唆され、軍事・医療分野で積極的に開発が進められている。
空間歪曲型
空間歪曲などによって光自体の進路を変更する（空間自体を歪める必要があるので、現在の物理理論では実用時に巨大なエネルギー〈質量〉を必要とし、一番現実性が低い方法）。ただし、物質を使って回折させる手法は空間歪曲と数学的に等価な表現であるため（Transformation Opticsと呼ばれる座標変換理論を参照）、前述の回折型とも解釈できる。
電磁波吸収型
可視光を含む電磁波を吸収する素材を用いる。一部のSF作品などでこう解説されることがあるが、現実には黒く見えるだけなので、根本的に間違っている。ただし原理上、ステルス機のようにレーダーなどには有効な場合もある。

## 光学的迷彩技術の研究
フィクションのみならず現実世界においても電気通信大学や東京大学などにおいて同様の技術の研究が行われている。アメリカ軍も、光学的な迷彩技術の研究をマサチューセッツ工科大学に依頼している。
光学的な迷彩の対象となる物体に、再帰性反射材（微細なガラスビーズ等によって、光が入射した方向に反射する素材）を塗布し、物体の背後の映像を外部よりプロジェクタで投影することで、ある程度の実現を見ている。
光学迷彩はまだ難しい技術だが、「手術中の医師の手袋に患部を投影し、患部がいつでも目視できるようにする（医師の手が患部の上にかぶさり、患部が見えなくなるのを防ぐ）」といった、コンピュータ支援外科など限定的な用途での研究はかなり進んでいる。

### 各国の研究
米デューク大学などの米英のグループは、特殊な金属繊維を使って光を反射せず、後方へ迂回させるという研究を行っている。これが実現すれば理論上はあたかも物体が透明になったかのように見えるという。
富山大学とはこだて未来大学、英セント・アンドルーズ大学の3人の研究者は「左手系メタマテリアル」を使って周波数限定ながら電磁波による完全な透過効果が得られる物体の作成に成功し、理論上は可視光線域での実現が行なえるとした。
国防高等研究計画局（DARPA）が2007年にメタマテリアルの発展形である「非対称材料」（asymmetric material）によって、不可視化、実体弾からの保護と内部からの攻撃を両立させる技術を開発していることが報道された。
米・カリフォルニア大学バークレー校でも開発に成功したことを2008年8月11日に明らかにした。
英・セント・アンドルーズ大学の研究チームは New Journal of Physics 2011年11月号に「可視光線の領域」で光を曲げることができる物質の作成に成功したとする論文を発表した。
メルセデス・ベンツは、車体側面をシート状の光学LEDで覆い反対側の景色を撮影してリアルタイムで表示することで、簡易光学迷彩を実現した車、メルセデスF-Cellモデルを用いたCMを流し、Invisible Mercedesと話題になった。

## 動物界

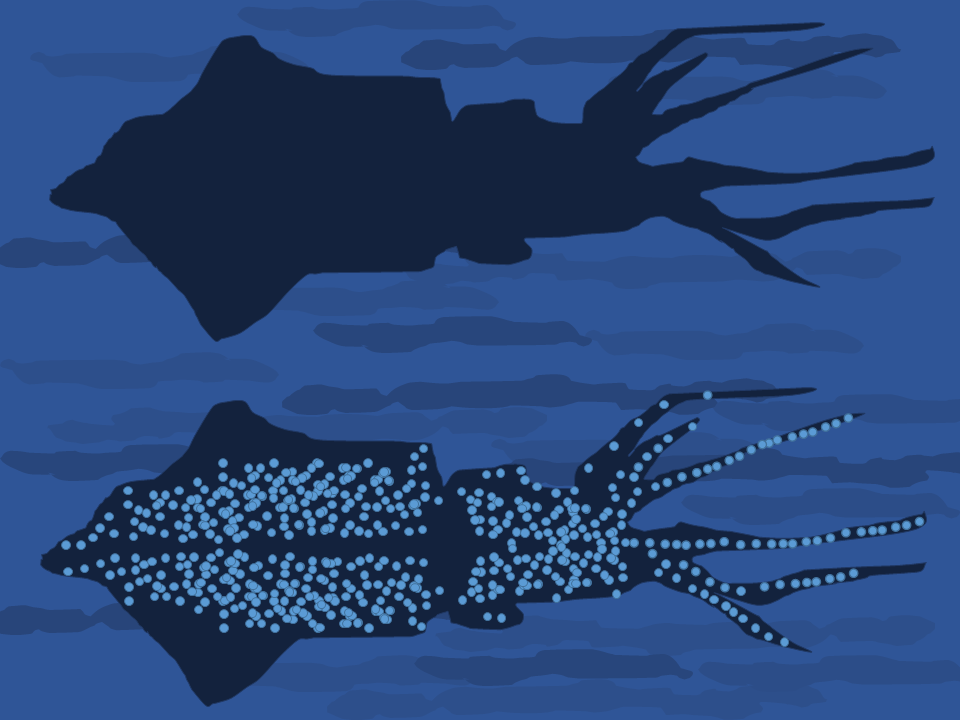
カウンターイルミネーションする。ホタルイカのカモフラージュである蛍烏賊は、生物発光を利用して上方の海面の明るさや色に合わせる。

能動的カモフラージュは、頭足類の軟体動物、魚類、爬虫類など、いくつかの動物群で用いられている。動物における能動的カモフラージュのメカニズムには、色変化とカウンターイルミネーションの2つがある。

## フィクションにおける光学迷彩
民話や伝承
アイテムや魔法を使って透明化するという概念自体は東洋にも西洋にも古くから存在しており、民話や伝承に残る「ハーデースの隠れ兜」や「天狗の隠れ蓑」などが挙げられる。民話や神話の分類を行った民話学者スティス・トンプソンは、透明になる魔法を「D1980. Magic invisibility」、透明化するアイテム類を「D1361 Magic object renders invisible」としてまとめた。
文芸などの創作物
「隠れ蓑」的技術に対し、日本では長らく定まった呼称が存在していなかった（英語ではcamouflageやcloakingと言われる）が、士郎正宗の漫画『攻殻機動隊』で「熱光学迷彩」と呼ばれる特殊な機能を持つ装備が登場し、日本国内（特に漫画・アニメ・軍事オタクの間）では、同作がメジャー化したことによってこの呼称が定着した。